# Apreta paradoxella
Apreta paradoxella är en fjärilsart som beskrevs av William George Dietz 1905. Apreta paradoxella ingår i släktet Apreta och familjen äkta malar. Inga underarter finns listade i Catalogue of Life.